# Mũi Hafun
Mũi Hafun (chữ Somali: Ras Xaafuun, chữ Ả Rập: رأس حافون, chữ Ý: Capo Hafun), nằm ở trong lãnh thổ Somalia, là điểm cực đông của châu Phi, phía đông giáp Ấn Độ Dương, thực tế hiện nay thuộc quyền kiểm soát và quản lí của bang Puntland - bang này tuyên bố tự trị vào tháng 7 năm 1998.
Mũi Hafun nằm gần mũi Guardafui (điểm cực đông thứ hai của châu Phi), vùng nước nằm giữa mũi Hafun hoặc mũi Guardafui với đảo Socotra (Yemen) là eo biển Guardafui.
Mũi Hafun nối liền với lục địa châu Phi bằng một bãi cát dài đến 20 kilômét, rộng 1 - 3 kilômét, cao 5 mét so với mặt nước biển. Trên mũi Hafun có một làng đánh cá Hafun, cách bãi cát 2 kilômét về phía đông.
Năm 1930, người Ý đến mũi Hafun, đã xây dựng nhà máy chế biến muối quy mô lớn nhất thế giới lúc đó tại thị trấn Hafun. Năm 1933 hoặc 1934, sản lượng muối của nhà máy muối Hafun vượt hơn 200.000 tấn, trong đó phần lớn muối được chở đến Ấn Độ và khu vực Viễn Đông. Năm 1941, quân đội Anh đã phá huỷ nhà máy trong quá trình chinh phục Somalia. Sản lượng của nhà máy muối vì nguyên do đó mà sụt giảm cấp tốc. Nhà máy muối Hafun cuối cùng chấm dứt kinh doanh vào niên đại 1950. Di chỉ của nhà máy muối hiện nay vẫn dựng đứng ở ngoại vi của làng Hafun.

## Lịch sử
Vào những năm 1970, một đội ngũ gồm người Somalia và người Anh do nhà khảo cổ học Anh Neville Chittick dẫn đầu đã khai quật rất nhiều công trình kiến trúc và di vật ở mũi Hafun, bao gồm đồ gốm La Mã cổ đại, đồng xu cổ,... Một số di vật cỡ nhỏ được đội khảo cổ mang về Viện bảo tàng Anh, trở thành vật sưu tập của bảo tàng. Những năm 1980, một đội khảo cổ khác đã phát hiện đồ gốm từ thời đại Parthia đến Sasan, tức là từ thế kỉ I TCN đến thế kỉ II đến V, ở mũi Hafun.
Ngoài ra, địa điểm khảo cổ ở phía tây Hafun đã khai quật đồ gốm đến từ lưu vực sông Nin, Cận Đông, Ba Tư và Mesopotamia, có từ thế kỉ I TCN đến đầu thế kỉ I, trong đó bao gồm miểng đèn của thời đại Vương quốc Ptolemy.
Hafun cũng có phát hiện một nghĩa địa cổ đại. Công trình kiến trúc lịch sử tương tự cũng có phân bố ở khu vực khác của Somalia.
Bắt đầu khoảng năm 1800, mũi Hafun do Sultan quốc Majeerteen (en) thống trị. Vào niên đại 1880, mũi Hafun và khu vực khác của Somalia thông qua nhiều hiệp ước dần dần trở thành một bộ phận của Somaliland thuộc Ý. Ngày 1 tháng 7 năm 1960, Somaliland thuộc Ý độc lập, hơn nữa sáp nhập với Somaliland thuộc Anh thành Somalia. Mũi Hafun đặt dưới quyền kiểm soát của quận Hafun, bang Bari.
Đại động đất Ấn Độ Dương năm 2004 đã gây ra sóng thần quy mô lớn vào ngày 26 tháng 12 năm 2004. Mũi Hafun và bờ biển Somalia lân cận đã trở thành khu vực gặp nạn nghiêm trọng nhất trong lục địa châu Phi. Tháng 2 năm 2005, chính phủ Hoa Kì đã chi 1 triệu USD làm viện trợ cho khu vực gặp nạn ở Somalia.

## Hình ảnh
- Một ngôi đền Hồi giáo nằm ở Hafun vào thế kỉ XVII.
- Một trong số pháo đài của Sultan quốc Majeerteen ở Hafun
- Bản đồ Somalia năm 1911 hiển thị mũi Hafun (vị trí G2 trên bản đồ) lúc bấy giờ thuộc Somaliland thuộc Ý.
- Nhà máy muối Hafun do người Ý thiết lập vào niên đại 1930.[7]
- Di chỉ nhà máy muối nằm ở ngoại vi làng đánh cá Hafun, mũi Hafun.